# Podîmove (Krîva Balka), Mîkolaiiv
Podîmove (în ucraineană Подимове) este un sat în comuna Krîva Balka din raionul Mîkolaiiv, regiunea Mîkolaiiv, Ucraina.

## Demografie
Componența lingvistică a localității Podîmove
     Ucraineană (78,95%)
     Rusă (19,55%)
Conform recensământului din 2001, majoritatea populației localității Podîmove era vorbitoare de ucraineană (78,95%), existând în minoritate și vorbitori de rusă (19,55%).